# 三趾鸥
三趾鸥（学名：Rissa tridactyla）为鸥科三趾鸥属的鸟类。
這個物種最早由卡爾·林奈在1758年其劃時代的著作《Systema Naturae》的第十版中首次描述為Larus tridactylus。英文名kittiwake來自其叫聲，一種尖銳的“kittee-wa-aaake, kitte-wa-aaake”。在北美，這個物種被稱為Black-legged kittiwake，以區別於紅腿三趾鷗（Red-legged kittiwake）；但在歐洲，因為它是該屬的唯一成員，通常簡稱為kittiwake。
该物种的模式产地在英格兰。

## 分類
三趾鷗於1758年由瑞典自然學家卡爾·林奈在其著作《自然系統》的第十版中正式描述。他將其與其他海鷗一起歸入鷗屬（Larus），並創造了雙名命名Larus tridactylus。 林奈指定的模式產地為北歐，但後來被限縮為大不列顛。 三趾鷗現在與紅腿三趾鷗一起歸入1826年由英國自然學家詹姆斯·斯蒂芬斯引入的三趾鷗屬（Rissa）。 屬名來自冰島語 "rita"，意指三趾鷗。具體的tridactyla來自古希臘語tridaktulos，意為“三趾”。 英文名稱“kittiwake”源自其叫聲，一種尖銳的“kittee-wa-aaake, kitte-wa-aaake”。
目前已確認有兩個亞種，如下所列，並附上其繁殖範圍。
- 三趾鸥指名亚种 R. t. tridactyla（林奈, 1758年）——北極至北溫帶海岸，高緯地區，包括格陵蘭、冰島、西北歐、斯瓦爾巴群島和西北新西伯利亞群島；加拿大北極地區（東北加拿大）、聖勞倫斯灣和紐芬蘭（加拿大東南部）。
- 三趾鸥北方亚种 R. t. pollicaris 里奇韋, 1884年——北極至北溫帶海岸，從東北新西伯利亞群島到庫頁島、堪察加半島、千島群島及科曼多爾群島（俄羅斯東部）；阿留申群島和白令海諸島及阿拉斯加本土西南部。在中国大陆，分布于辽宁、江苏等地。该物种的模式产地在美国阿拉斯加。[8]

## 分佈與棲地

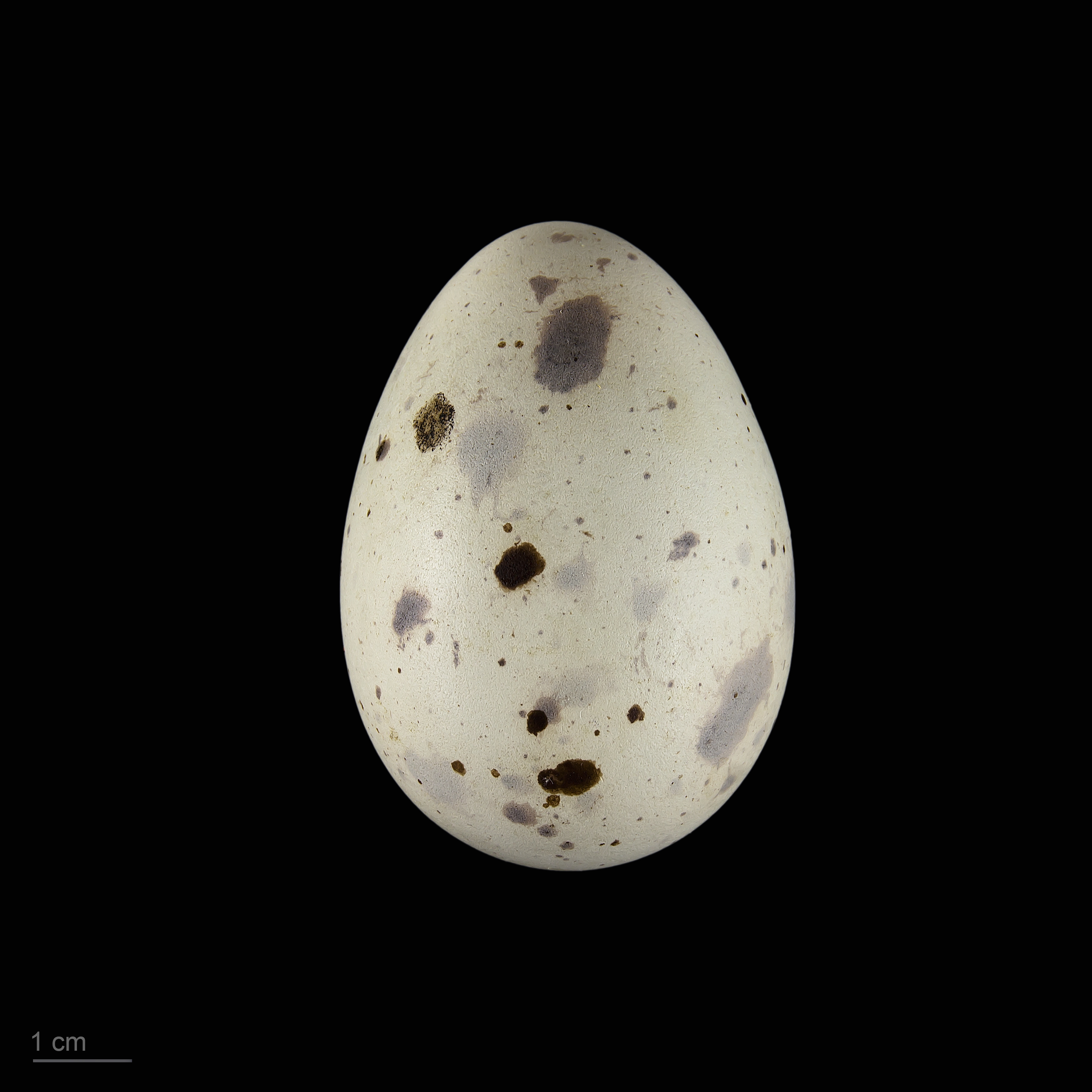
卵 Rissa tridactyla

三趾鷗是分佈於世界北極至亞北極地區的海岸鳥類。 它們在大西洋的北部海岸廣泛分佈，從加拿大到格陵蘭，也出現在太平洋一側，從阿拉斯加到西伯利亞海岸。 三趾鷗的越冬範圍從聖勞倫斯向南延伸到新澤西州南部海岸，以及中國、百慕大海和西非海岸。 兩個亞種的三趾鷗分佈於不同的地區：Rissa tridactyla tridactyla 在大西洋海岸，而Rissa tridactyla pollicaris 則出現在太平洋海岸。
在所有的鷗科鳥類中，三趾鷗是最具遠洋帶習性的。除了繁殖期（5月至9月）外，它們幾乎只在海上活動，繁殖期間可以在陡峭的海崖上築巢。它們很少進入內陸，儘管曾在距海岸約20公里處有過幾次記錄。 在一年中的其他時間，三趾鷗大部分時間都在飛行中，遠離海岸。

## 描述

### 成鳥羽毛
成鳥體長37—41 cm（15—16英寸），翼展91—105 cm（36—41英寸），體重305—525 g（10.8—18.5 oz）。 它的頭部和身體為白色，背部為灰色，翅膀為灰色並有黑色尖端，黑腿，喙為黃色。偶爾會有個體具有粉灰色至紅色的腿，這可能與紅腿三趾鷗混淆。其口腔內部也具有獨特的鮮紅色，這種紅色色素是由類胡蘿蔔素和維生素A組成，需通過飲食獲得。 研究顯示，體表顏色與雄性的繁殖成功有關。 這種假設可以解釋為何成對的三趾鷗在互相打招呼時會張開嘴巴，顯示出明亮的口腔，同時發出聲音。 正如它們的拉丁名字所示，它們只有三個腳趾，後趾要么極度退化，要么完全缺失。 雖然這兩個亞種幾乎相同，但R. tridactyla pollicaris 通常比它的對應亞種R. tridactyle tridactyla 略大一些。
在冬季，這種鳥類眼後部會出現深灰色斑塊，頸後部有灰色項圈。喙也會變成暗橄欖色。
由於三趾鷗在海上越冬，且此期間很少著陸，因此關於它們的換羽模式知之甚少。

### 幼鳥羽毛
在雛鳥離巢時，幼鳥與成鳥不同，具有一條橫跨整個翅膀的黑色“W”帶，且在黑色“W”帶後面有較白的次級和初級羽毛，頸後有黑色項圈，尾巴上有黑色末端帶。 幼鳥還可由其全黑色的喙進行辨認。 這種羽毛是出生當年的羽毛，只在第一年內保持不變。 三趾鷗在四歲時才獲得成熟羽毛，但在此之前會逐漸改變幼鳥的羽毛，直至完全成熟。第二年的幼鳥在羽毛方面與出生年相似，但喙不再是純黑色，而是呈現綠色。 翅覆羽和尾羽上的黑色標記仍然可見。黑色標記將在它們的第三年換羽期消失，此時翅覆羽上的黑色標記不再存在，但頭部的灰色污痕仍然保持。 三年齡的鳥類在大多數呈綠色的喙基部還會出現一小塊鮮黃色/橙色區域。到四歲時，喙才會變成整體亮黃色，並完成其成熟羽毛的變化。
對於幼年三趾鷗，“tarrock”這個老漁夫的名字仍偶爾被使用。
| 標準測量值 | 標準測量值                  |
| ---------- | --------------------------- |
| 體長       | 410—460 mm（16—18英寸）     |
| 重量       | 400 g（14 oz）              |
| 翼展       | 910 mm（36英寸）            |
| 翼         | 295—322 mm（11.6—12.7英寸） |
| 尾         | 124—136 mm（4.9—5.4英寸）   |
| 嘴峰       | 33—39 mm（1.3—1.5英寸）     |
| 跗跖骨     | 32—36 mm（1.3—1.4英寸）     |

### 鳴聲聲
三趾鷗的名字來自於它的叫聲，類似於長聲的“kit-ti-wake”。 除了典型的叫聲外，三趾鷗還有各種各樣的鳴聲聲。它們的迎接叫聲通常是兩隻成對鳥類在離巢後重聚時使用。在交配前及進行交配時，雌鳥經常會發出一系列短促高音的“吱吱”聲。 這種叫聲也用於雌鳥向雄鳥乞食（求偶餵食）。當捕食者出現時，全群都會聽到三趾鷗的警告叫聲，“哦哦哦哦”。 三趾鷗全天都會因各種原因發聲，只有在日落後才會停止。

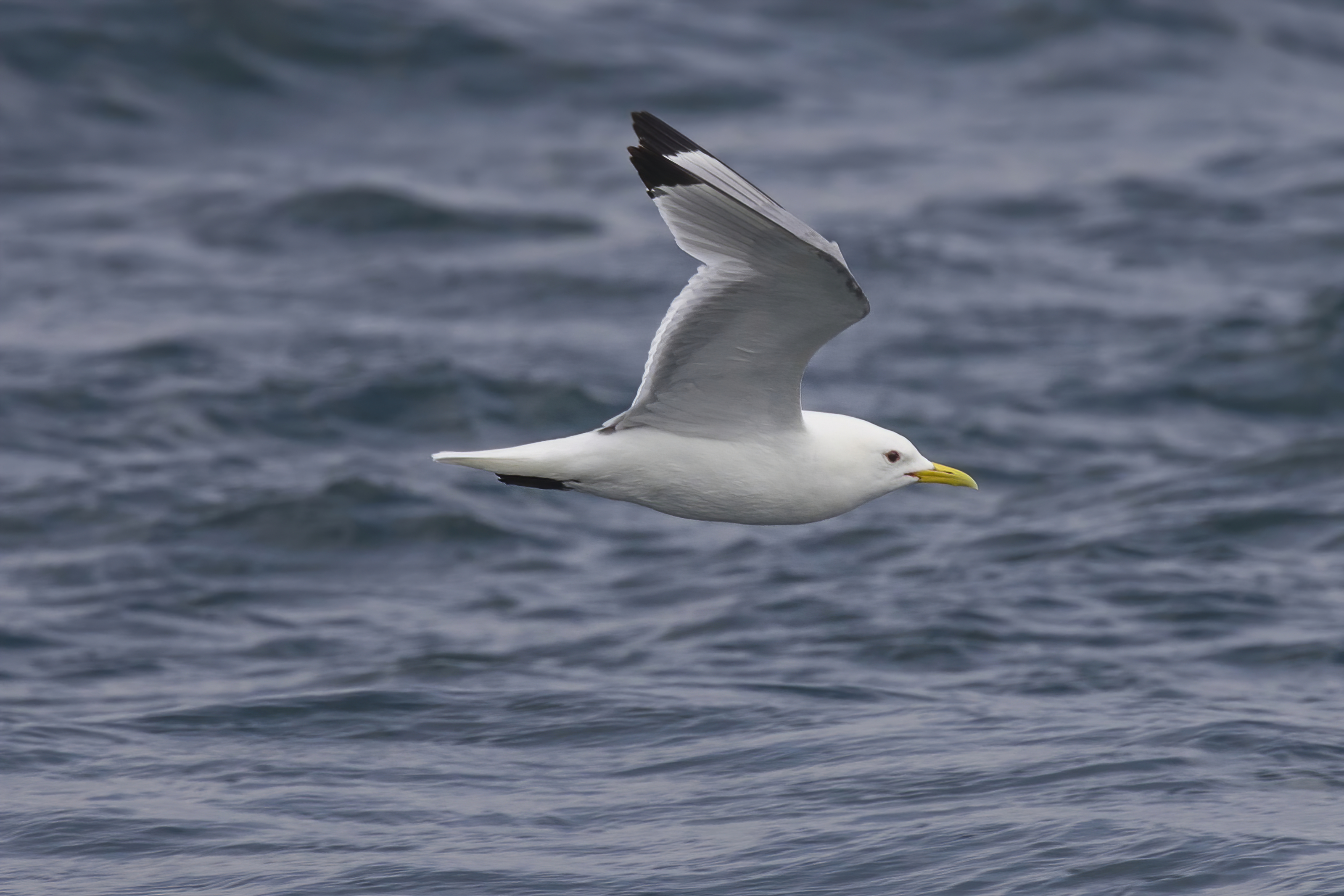
Black-legged kittiwake in flight

### 相似物種
紅腿三趾鷗是屬於三趾鷗屬（Rissa）的唯一另一種物種，正如其名稱所示，紅腿三趾鷗可以通過其紅色的腿與其對應物種區分開來。 紅腿三趾鷗的頭部略小，喙也較短。 太平洋三趾鷗和紅腿三趾鷗的幼雛在其最初的絨毛階段時無法區分。
三趾鷗的幼鳥可能與波納帕鷗的幼鳥混淆，儘管三趾鷗的羽毛在初級羽毛上有更多的黑色且覆羽上有不同的圖案。

## 行為與生態

### 飛行
三趾鷗以其優雅的飛行聞名。與較大的鷗類不同，它們的飛行輕盈，翅膀拍動快速。 觀察它們在聚落周圍飛行時，三趾鷗常常看起來像是在風中玩耍，不斷地翻轉和迴旋。三趾鷗高度群居，因此很少見到它們在遠離群體的地方獨自飛行。

### 繁殖

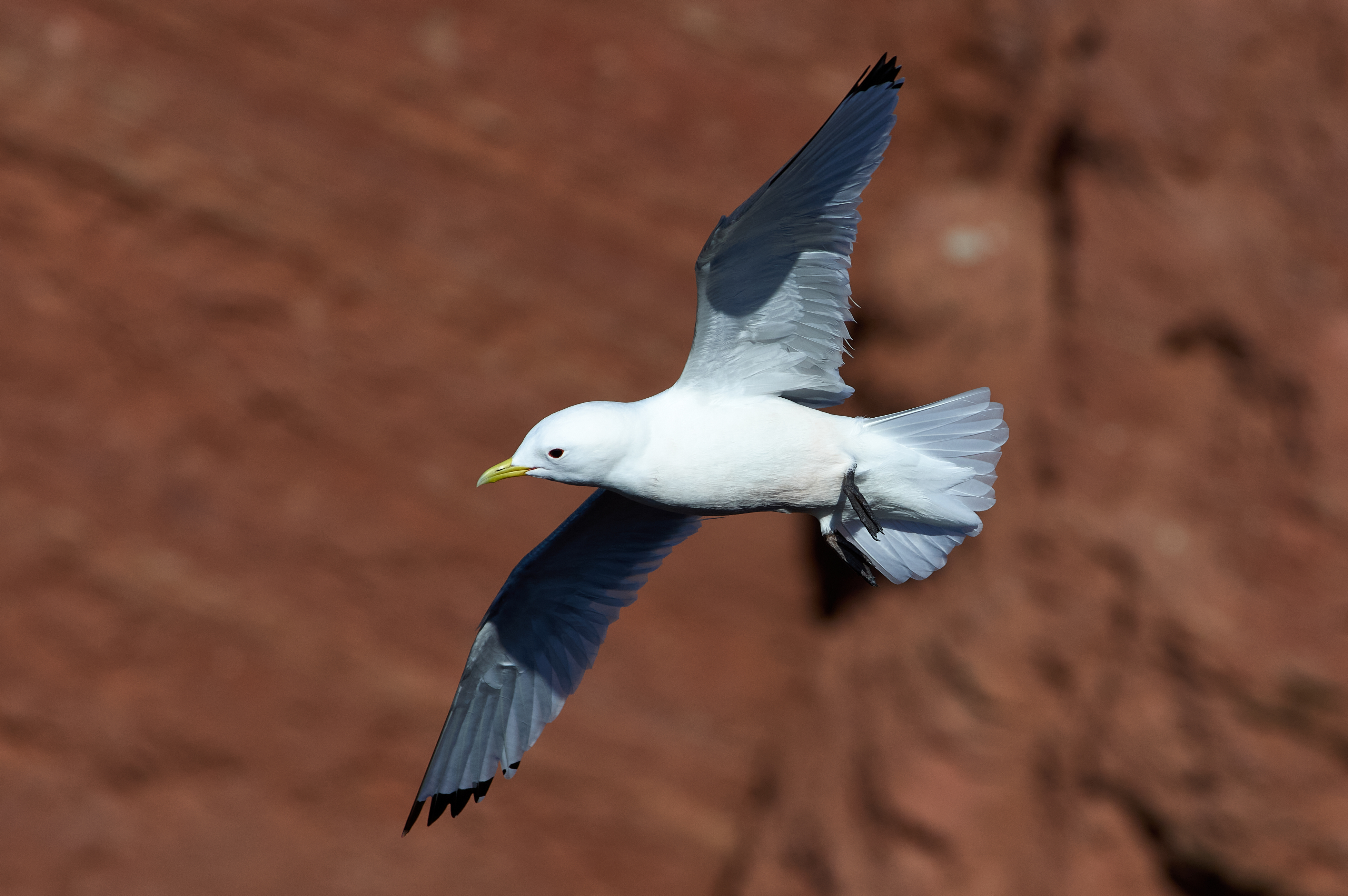
Adult in breeding plumage

三趾鷗是分布在北太平洋和北大西洋沿岸的繁殖鳥類，最常見於北美和歐洲。三趾鷗是群居築巢的鳥類，形成一夫一妻制的配對，並進行雙親育幼，也就是說，雙方都參與築巢、孵蛋和育雛。它們傾向於在海邊懸崖上成群築巢，並且在繁殖地非常嘈雜。鷗類在懸崖上築巢僅見於Rissa物種中，而三趾鷗能夠利用非常陡峭的垂直懸崖，這在其法恩群島外圍斯塔普爾島上的築巢地點上得到了證明。
三趾鷗傳統上更喜歡在天然懸崖和岩架上築巢，歷史上只有少數例子表明三趾鷗在人工建築物上築巢。近年來，特別是在北挪威沿海地區，這種築巢行為有了變化。

#### 築巢
三趾鷗配對雙方都參與築巢，雌鳥會在巢中產卵。繁殖季節從六月中旬開始，通常在八月結束。

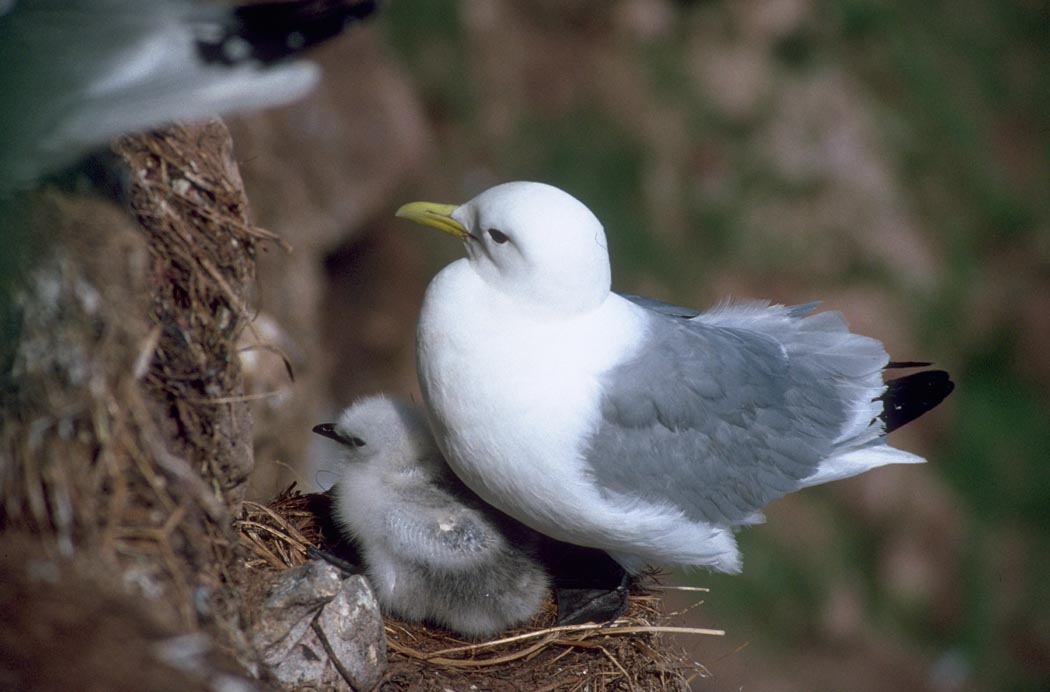
On nest with chick

 為迎接其脆弱的卵而築巢是一項繁瑣的工作，需要時間和精力。父母首先使用一層泥土和草來形成一個平台，這樣可以減震並幫助隔離卵與寒冷的地面。 然後在平台周圍建造一個杯狀結構，以防止卵從巢中滾出。 最後，巢內鋪上柔軟乾燥的材料，如苔蘚、草或海藻。 巢通過一對成鳥不斷踩踏材料來加固。 在此期間，雄鳥會在巢址進行求偶餵食，給雌鳥提供食物。 對此行為的原因尚未完全了解，但有許多假說被提出來解釋這一現象。比如“營養假說”和“交配增強假說”顯示這種行為是通過自然選擇或性選擇進化而來的證據。

#### 卵與孵化

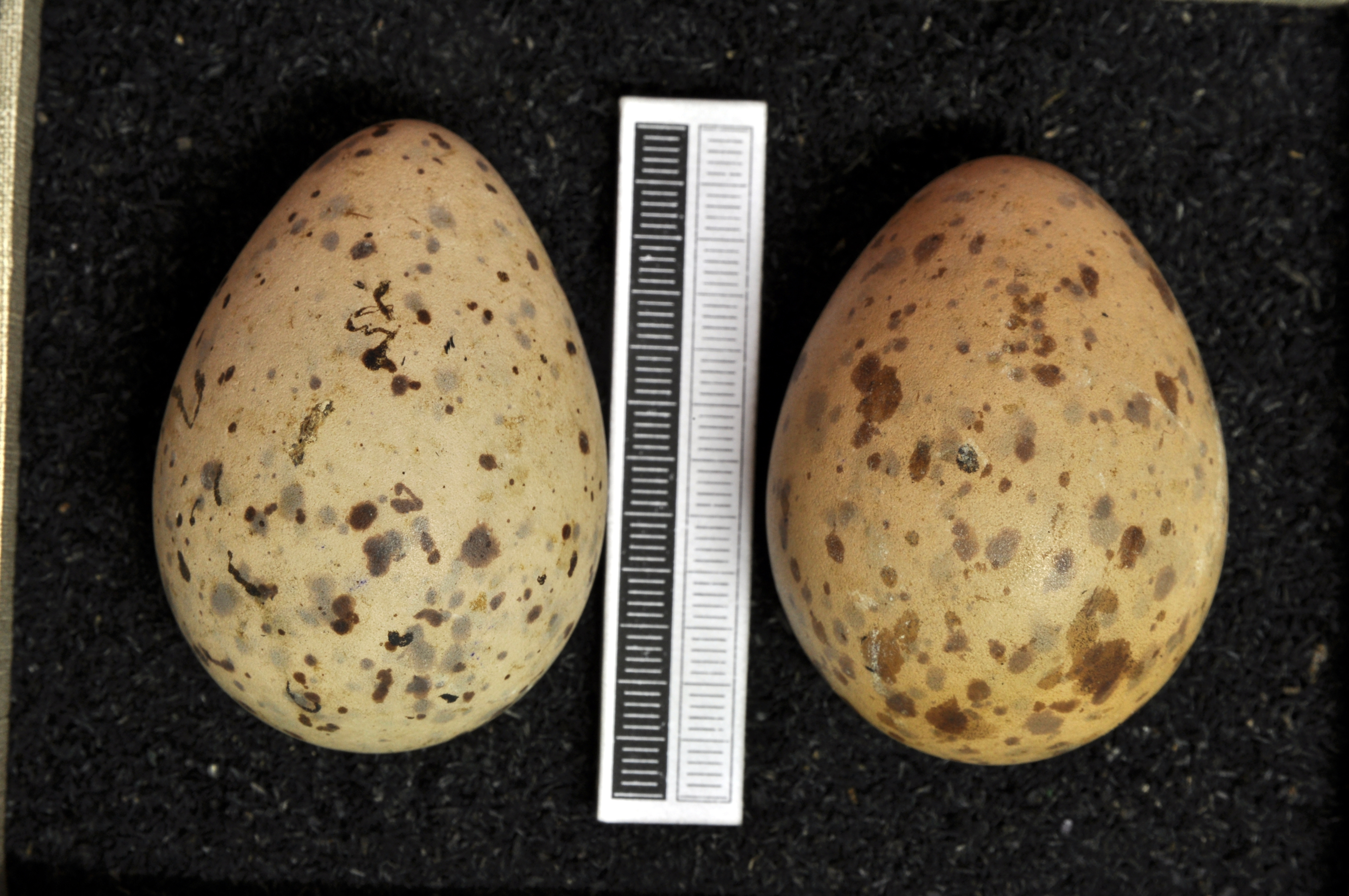
Eggs, Collection Museum Wiesbaden

三趾鷗是一年只繁殖一次的單巢育雛，這意味著每對鳥每年只繁殖一次。雌鳥體內的卵形成通常需要約15天，正常的卵巢大小範圍從1到2顆次橢圓形的卵，但三顆卵的巢也並非不可能。 雌鳥會隔天產卵。 卵的顏色變化很大，從白色、棕色到帶有深棕色斑點的藍綠色不等。 一旦產下卵後，雙親會輪流孵蛋，平均孵化期為27天。 如果卵丟失，雌鳥可能會在丟失後的15天內再次產卵。

#### 育雛

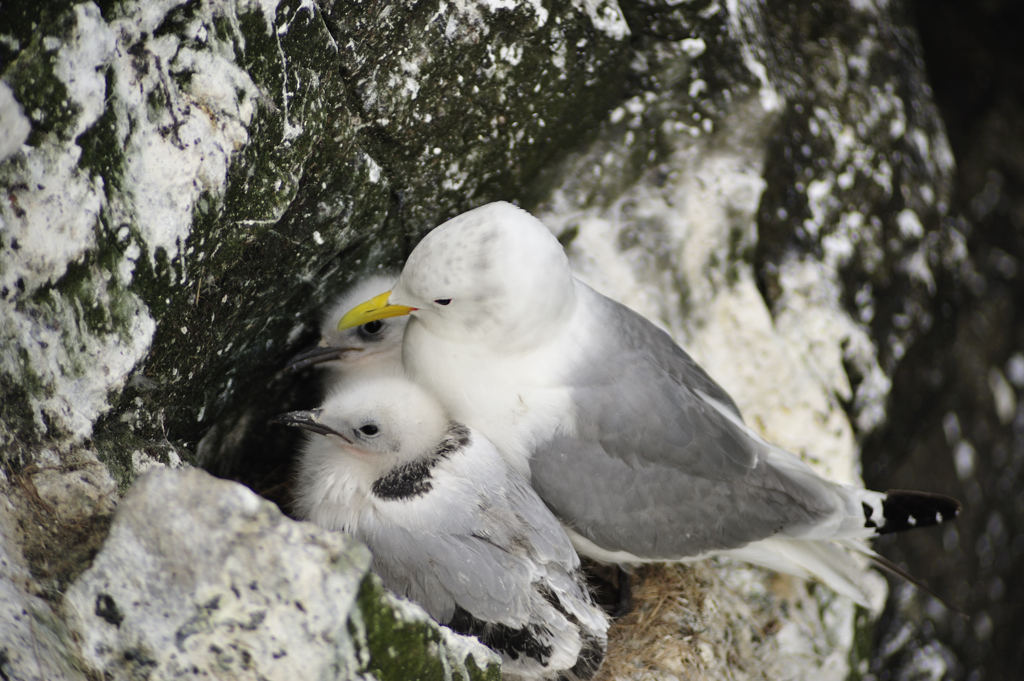
Adult and chicks

雛鳥通常從蛋的大端用卵齒破殼而出。 雞齒通常會在孵化後七天消失。 Alpha和Beta雛鳥通常相隔1.3天孵化。 三趾鷗屬於半早熟性鳥類。三趾鷗的絨毛幼鳥為白色，因為它們不需要躲避捕食者的偽裝，並且不會像其他鷗屬（Larus）鷗類一樣為了明顯的安全原因而離開巢穴。不論有無掠食者，雛鳥在其第一週最為脆弱，因為它們在此期間無法正確調節體溫。 三趾鷗雛鳥也會表現出兄弟殺戮的行為，即先破殼雛鳥可能會殺死其兄弟姐妹，以避免與父母爭奪食物。 如果發生兄弟殺戮，通常會在小雛鳥出生後的頭10天內發生，在大多數情況下是最後出生的雛鳥。
雛鳥的絨毛羽毛在孵化後僅五天後就開始被幼年羽毛取代，並且此過程將持續約30天，直到幼年羽毛完全長成。在完成幼年羽毛後不久，雛鳥將在34到58天時進行第一次飛行。 雛鳥在孵化後的幾周內會回到巢中，最終跟隨成鳥到海上過冬。 三趾鷗大約在4至5歲時達到性成熟。

### 食物與覓食
三趾鷗主要是遠洋的食魚性鳥類。它們的主要食物來源是魚類，但也不排除其飲食中會有如橈腳類、多毛類和魷魚等無脊椎動物，特別是在魚類難以找到的時候。 由於它們的廣泛分布，三趾鷗的飲食非常多樣化。在阿拉斯加灣，它們的飲食通常包括太平洋柳葉魚、太平洋鯡魚、太平洋沙洲魚等等。歐洲英國海岸的三趾鷗主要依賴於沙鰻。 在2004年，謝特蘭群島的三趾鷗種群，連同崖海鴉和燕鷗種群，由於沙鰻資源崩潰，完全未能成功繁殖。 像大多數鷗類一樣，三趾鷗在水面上覓食，通常在飛行時或坐在水面上時捕捉獵物。冬季期間，三趾鷗整個冬天都在海上覓食。不像某些鷗類，它們不會在垃圾場上覓食。
三趾鷗的覓食風格常被比作燕鷗的覓食策略，因為它們經常在水面上盤旋，並迅速俯衝入水。 三趾鷗跟隨鯨魚的情況也很常見，因為它們從這些巨大的海洋哺乳動物所排出的魚片中獲得利益。 漁民和商業漁船經常見證到大量的三趾鷗群體，通常與其他鷗類和燕鷗混雜在一起，在船周圍盤旋，以便從其污水或丟棄的廢料中受益。
目前針對其需水情況的研究很少，但它們似乎更喜歡鹽水而非淡水。 已知圈養的三趾鷗拒絕淡水，但會自願飲用鹽水。

## 與人類的關係
三趾鷗在北方地區的漁業中經常出現。由於它們的飲食幾乎完全由魚類構成，漁民往往會尋找大量聚集的海鳥，因為它們通常是魚類豐富的跡象。 另一方面，三趾鷗和其他海鳥會在漁船或平台附近徘徊，以收集遺留下來的廢料或魚。 由於三趾鷗的遠洋生活方式，除非偶爾出現在海岸邊，否則它們很少在陸地上與人類互動。
在新英格蘭，三趾鷗經常被稱為「冬鷗」，因為它們的到來常常向人們預示著冬天的來臨。
特羅姆瑟市以及挪威遠北地區的其他城市，三趾鷗選擇利用城市結構作為築巢地點的數量顯著增加。這種城市巢群的上升使得從2017年到2022年間，配對數量從僅有的13對激增至超過380對。研究人員將這一現象歸因於與氣候變遷相關的繁殖失敗，加上城市中缺乏自然捕食者，為海鷗提供了更安全的繁殖和養育幼鳥的環境。 增加的築巢數量帶來了挑戰，因為海鷗產生大量帶有氨味的糞便，使建築物和街道變色，同時牠們不斷的叫聲也導致了噪音污染。
為了解決這些挑戰，特羅姆瑟實施了創新措施，其中一項舉措是設立「三趾鷗旅館」，這些是人工鳥崖結構，旨在鼓勵海鷗遠離城市外牆築巢。 這些旅館與防止海鷗在城市建築上築巢的緩解措施一起，成功地吸引了三趾鷗，並且不會對其繁殖產生負面影響。

## 保育狀況

### 人口趨勢
自1970年代以來，人們認為三趾鷗的全球數量在三代之內減少了約40%（一代平均為12.9年），使該物種在未來處於危險境地。 全球總數量估計為14,600,000到15,700,000隻，且不斷下降。世界各地的三趾鷗分布情況差異很大，其中歐洲佔全球三趾鷗的50%以上，而北美洲僅佔20%。在最近的物種評估中，IUCN紅色名錄指出，除了一個種群外，所有三趾鷗的數量都在下降，唯一的例外是加拿大北極的小型種群，該種群每年似乎以1%的速度增長。 根據2017年的最後一次IUCN紅色名錄報告，該物種從「無危」提升到「易危」的全球狀態。

### 威脅

#### 漁業
由於三趾鷗是魚類專家，並且依賴於獵物物種，其繁殖成功率高度依賴於魚類的可得性。商業漁業已知對其周圍生態系統產生許多直接和間接的影響。魚類物種本身的直接影響是眾所周知的，但漁業的存在對依賴被捕撈物種和「副漁獲物」的海洋掠食者也有一系列的影響。 捕撈如沙鰻等物種的漁業，被認為對歐洲當地三趾鷗和其他海鳥種群的繁殖成功率有巨大影響。 在阿拉斯加灣的長期研究顯示，食物可得性對三趾鷗的繁殖成功有直接的相關性，這是在輔助餵養實驗中得出的結果。 海鳥也可能成為漁業的直接受害者。它們在希望得到一頓美餐的情況下徘徊在漁船周圍，可能導致與漁具纏繞，往往最終因溺水而死亡。

#### 全球暖化
隨著全球暖化，海洋溫度上升成為一個嚴重的問題，不僅影響海洋動植物，還影響到利用海洋環境的物種。三趾鷗對食物資源的變化極為敏感。 這些變化可能由過度開發引起（如上所述），也可能是由海水表面溫度的變化引起的。隨著海水表面溫度上升，許多魚類如沙鰻因海洋溫度上升受到負面影響。 研究顯示，沙鰻和許多橈腳類的種群因海水表面溫度上升受到負面影響。 此類對海洋物種的影響會對幾乎完全依賴遠洋魚類的繁殖三趾鷗產生巨大影響，因為在高能量需求時期食物變得更加稀缺。

### 保育計劃
目前對三趾鷗尚無全球保護計劃，儘管該物種正受到人口趨勢變化的密切監測。目前沒有關於這種物種的國際立法。然而，三趾鷗受1918年遷徙鳥類條約法案保護，該法案已由美國、加拿大、墨西哥、俄羅斯和日本批准。 對於許多鷗類來說，三趾鷗並不是公眾特別關注的物種，因此沒有設立教育計劃來通知和教育人們有關此物種的信息。

## 圖庫

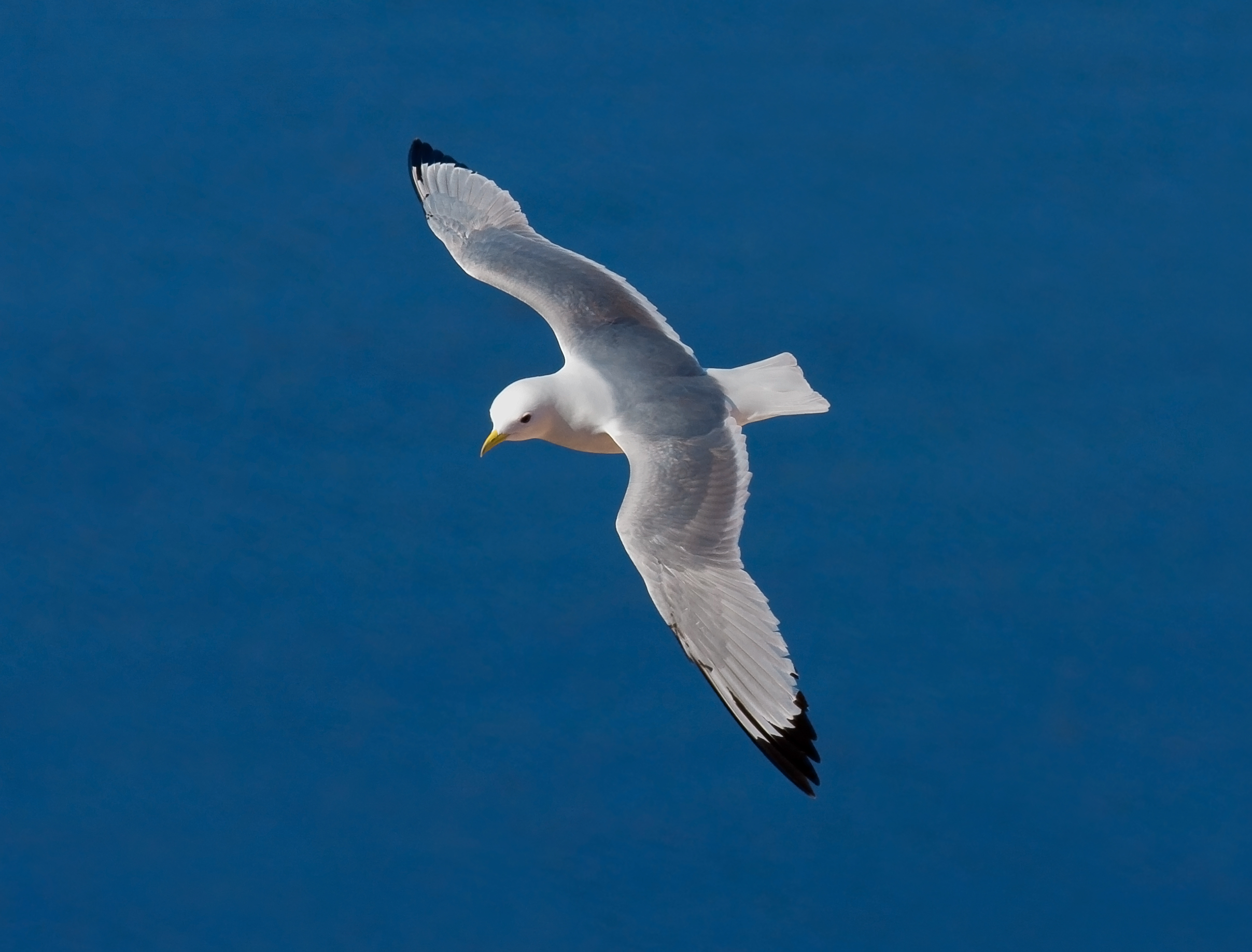
飛行中，黑爾戈蘭，德國
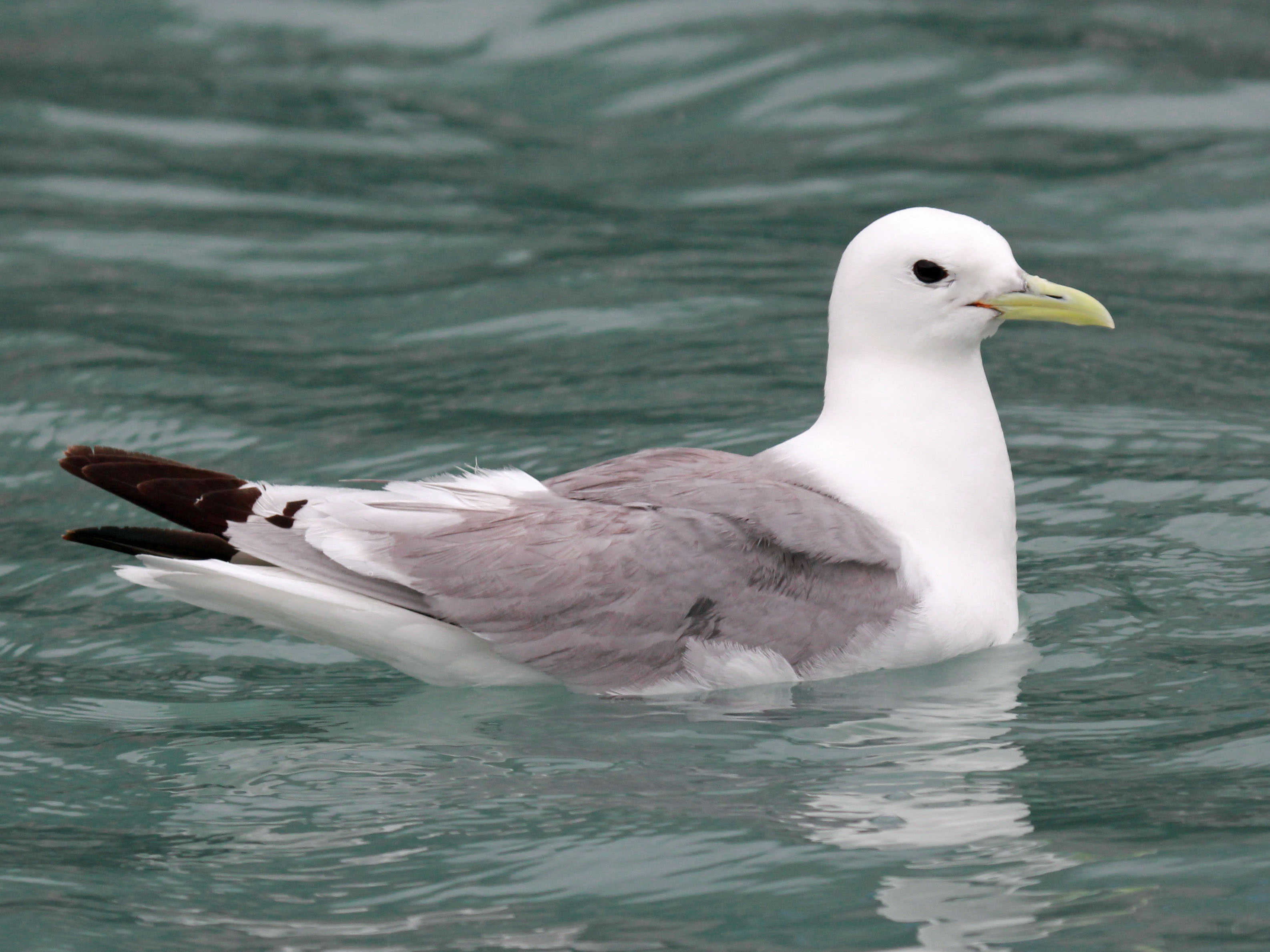
蘇厄德，阿拉斯加州
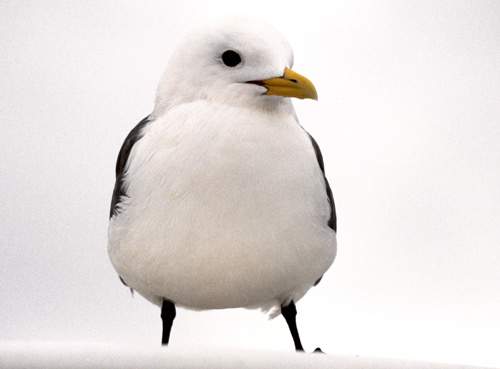
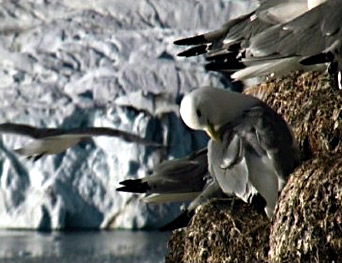
斯瓦巴群島的群居地
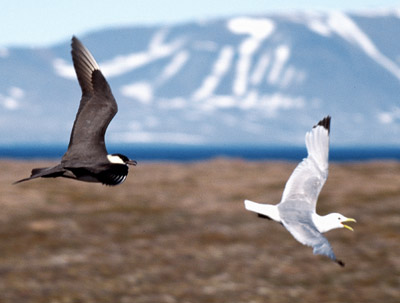
被短尾賊鷗追趕, 斯瓦巴群島
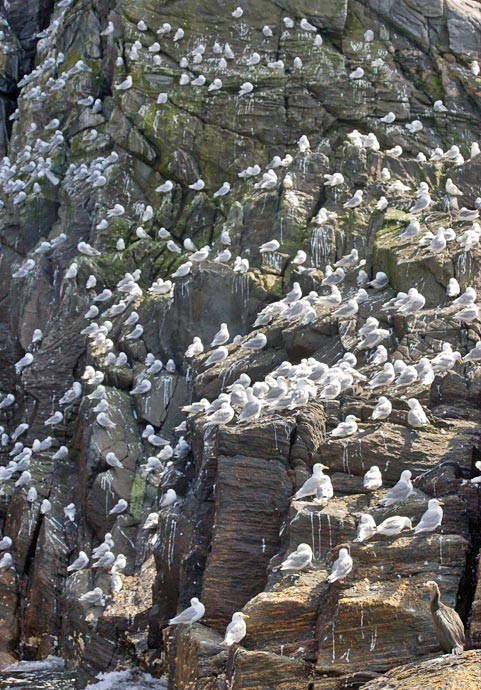
在挪威的鳥島Runde
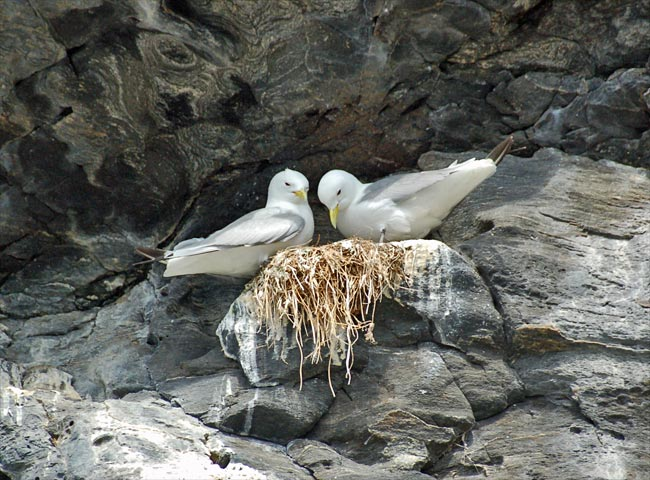
Runde
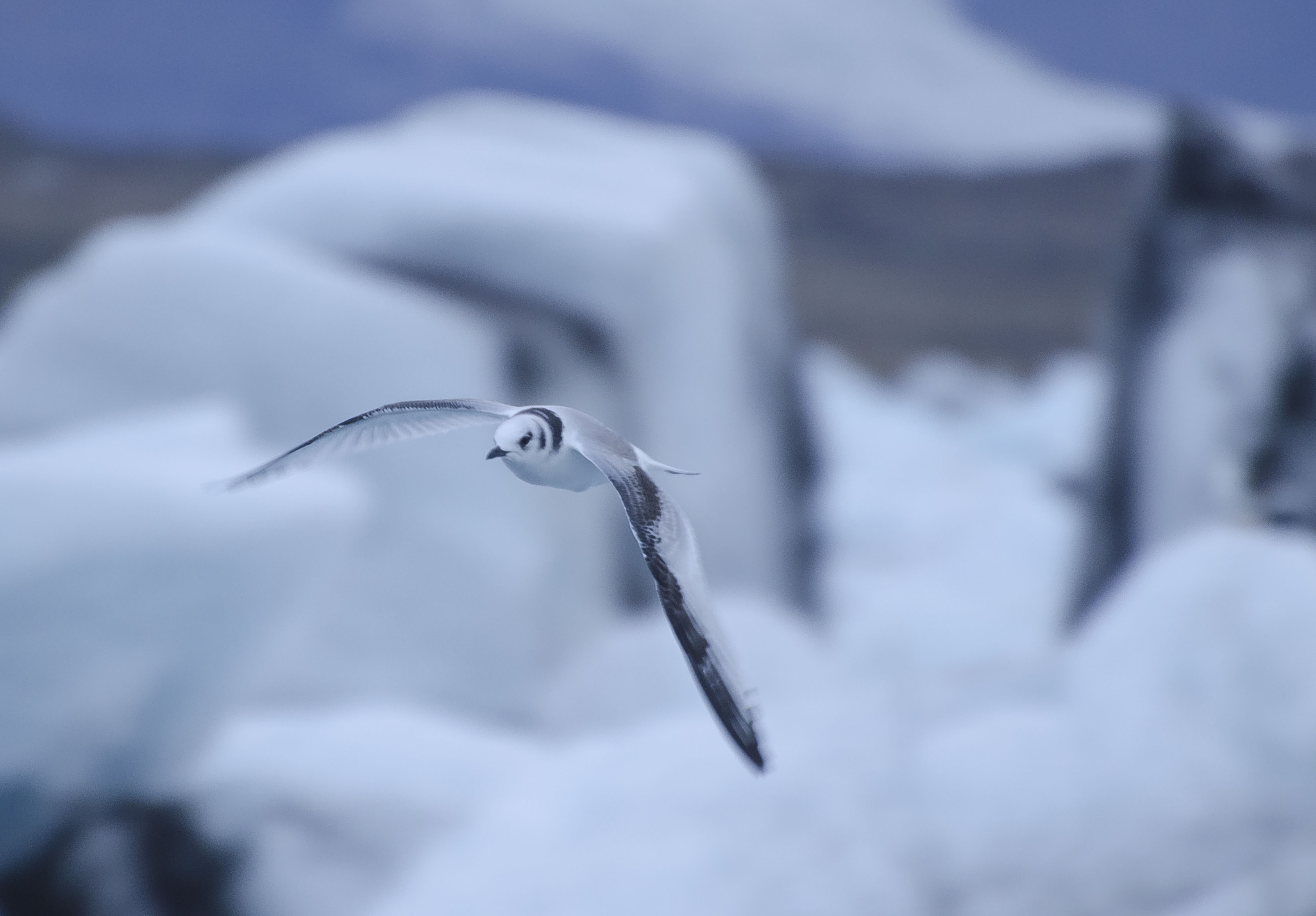
亞成鳥 (冰島)
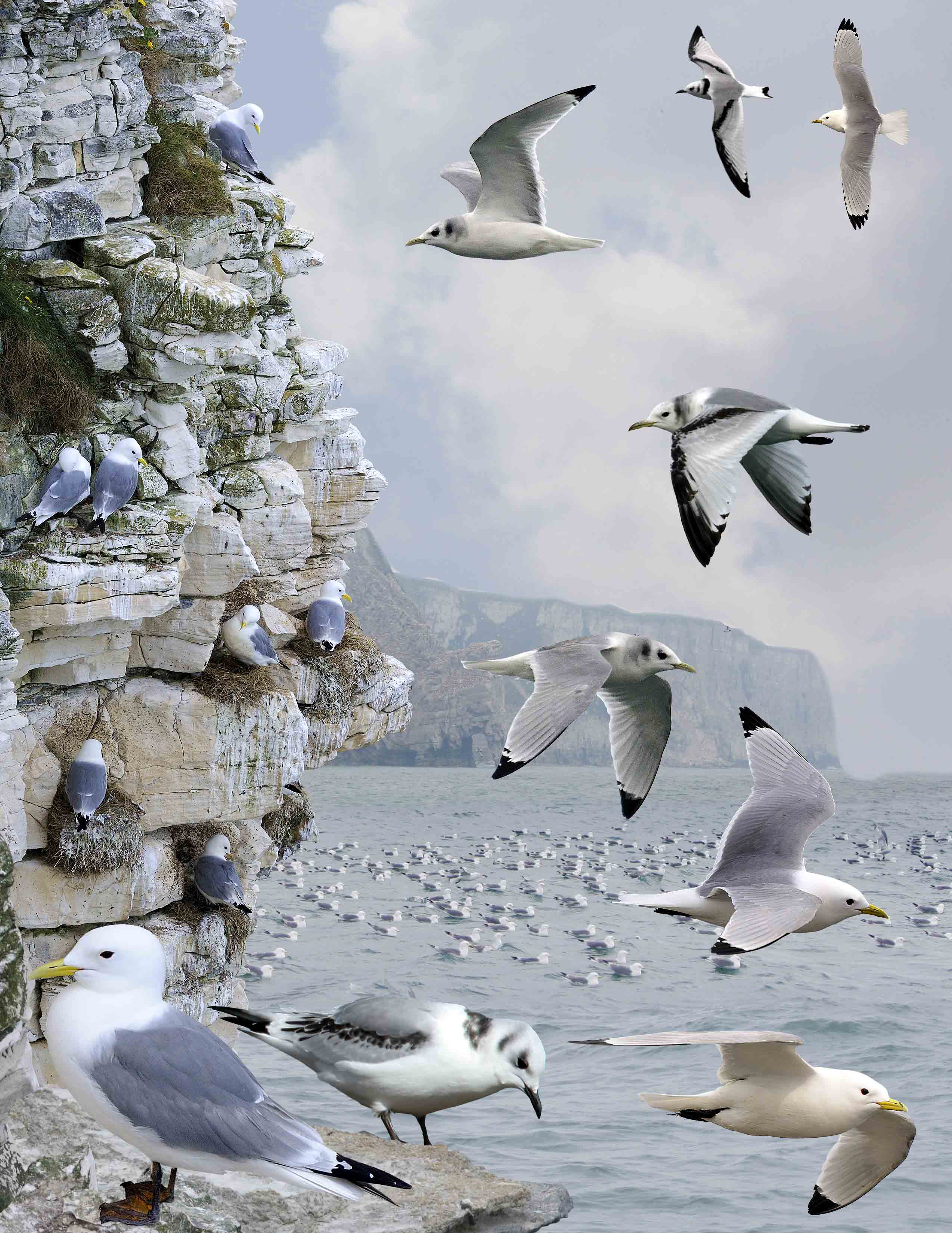
ID composite
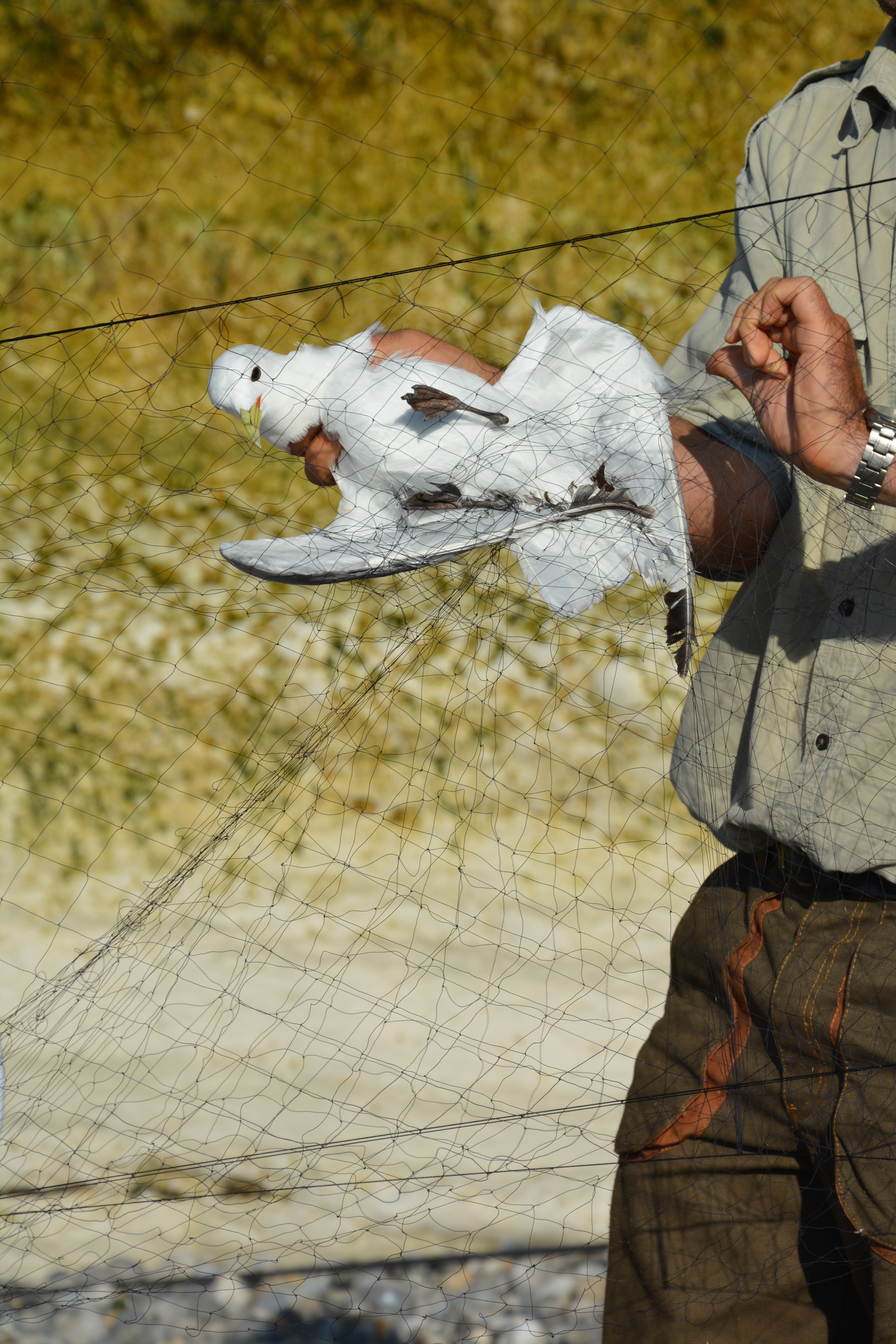
獲個體進行繫放